# استوکتون (کالیفرنیا)
استوکتون (کالیفرنیا) (به انگلیسی: Stockton, California) یک شهر در ایالات متحده آمریکا است که در شهرستان سن ژواکین، کالیفرنیا واقع شده‌است.

## خصوصیات
استوکتون ۱۶۷٫۷۰۸ کیلومترمربع مساحت و ۳۰۱٬۰۹۰ نفر جمعیت دارد و ۴ متر بالاتر از سطح دریا واقع شده‌است.

## خواهرخوانده
شهرهای شیزوئوکا، Iloilo City, Empalme, Sonora، فوشان، پارما، باتم‌بنگ و Asaba خواهرخوانده‌های استوکتون (کالیفرنیا) هستند.